# Bertiera racemosa
Bertiera racemosa är en måreväxtart som först beskrevs av George Don jr, och fick sitt nu gällande namn av Karl Moritz Schumann. Bertiera racemosa ingår i släktet Bertiera och familjen måreväxter.

## Underarter
Arten delas in i följande underarter:
- B. r. elephantina
- B. r. glabrata
- B. r. racemosa